# Yushania flexa
Yushania flexa är en gräsart som beskrevs av Tong Pei Yi. Yushania flexa ingår i släktet yushanior, och familjen gräs. Inga underarter finns listade i Catalogue of Life.